# Plectroscapus bimaculatus
Plectroscapus bimaculatus är en skalbaggsart som beskrevs av Charles Joseph Gahan 1890. Plectroscapus bimaculatus ingår i släktet Plectroscapus och familjen långhorningar.
Artens utbredningsområde är Nigeria. Inga underarter finns listade i Catalogue of Life.